# Wamba.com
Wamba (wamba.com) es una red social global para conocer gente nueva que fue inicialmente lanzada como "Mamba" en 2003.

## Historia
Wamba fue inicialmente lanzada con el nombre de Mamba en 2003. Según la compañía, fue la primera red social de la historia con servicios de pago a nivel mundial. Mamba fue creada por un pequeño equipo de profesionales interesados en el futuro de la comunicación social en línea.
En julio de 2012, la web pasó a ser conocida internacionalmente como Wamba. El servicio puede ser accedido por otros dominios pertenecientes a páginas asociadas en régimen de marca blanca, o a través de dominios propios del sistema wamba, como Mamba y Mamboo.

## Audience
Desde su creación, 100 millones de usuarios se han registrado en el sistema, actualmente el servicio tiene 25 millones de usuarios activos a nivel mundial.

## Capital
70% del capital pertenece a la inversora Finam, el otro 30% pertenece a Digital Sky Technologies (DST) (Mail.ru Group).